# Lijst van spelers van Neuchâtel Xamax FC
Deze lijst omvat voetballers die bij de Zwitserse voetbalclub Neuchâtel Xamax FC spelen of gespeeld hebben. De spelers zijn alfabetisch gerangschikt.

## A
- Max Abegglen
- Carin Adippe
- Adriano
- Admir Aganovic
- Ansi Agolli
- Herve Aka'a
- Alex Geijo
- Petar Alexandrov
- Ensar Arifović
- Thimothée Atouba

## B
- Schuman Bah
- Thierno Bah
- Logan Bailly
- Rodjo Balogou
- Eddy Barea
- Roland Bättig
- Patrick Baumann
- Jean-François Bédénik
- Chahir Belghazouani
- Youness Bengelloun
- Johan Berisha
- Stéphane Besle
- Patrick Bettoni
- Silvano Bianchi
- Rainer Bieli
- Admir Bilibani
- Gilles Binya
- Horst Blankenburg
- Hervé Bochud
- Thierry Bonalair
- Claudio Borghi
- Samir Boughanem
- Maxime Brenet
- Rudolf Brunnenmeier
- Bruno Valente
- André Buengo
- Remo Buess
- Manuel Bühler

## C
- Calapes
- Henri Camara
- David Casasnovas
- Thomas Castella
- Frédéric Chassot
- Tariq Chihab
- Massimo Colomba
- Matar Coly
- Julien Cordonnier
- Joël Corminboeuf
- Philippe Cravero
- Jean-Pierre Cyprien

## D
- Cheikh Daffe
- Ivan Dal Santo
- Abdou Dampha
- David Geijo
- Michael Decastel
- Michel Decastel
- Florent Delay
- Lajos Détári
- Lamine Diarra
- Papa Bouba Diop
- Pape Malick Diop
- Georgi Donkov
- Charles-André Doudin
- Samuel Drakopoulos

## E
- William Edjenguele
- André Egli
- Mounir El-Haimour
- Karl Engel
- Franck Etoundi
- Everson

## F
- Mickaël Facchinetti
- Antoine Faivre
- Guillaume Faivre
- Abdulla Fatadi
- Fausto Jorge
- Lucien Favre
- Walter Fernandez
- Luca Ferro
- Gérald Forschelet
- Roman Friedli
- Ivan Furios

## G
- Harry Gämperle
- Stéphane Garcia
- Shkëlzen Gashi
- Mario Gavranović
- Alain Geiger
- Bastien Geiger
- Marcos Gelabert
- Claudio Gentile
- Didier Gigon
- René van der Gijp
- Don Givens
- Bi Goua Gohou
- Mike Gomes
- Guerino Gottardi
- Damien Greub
- Joel Griffiths
- Christian Gross
- Ulrich Guggisberg
- Jean-Marc Guillou

## H
- Mahir Halili
- Matthias Hamann
- René Hasler
- Hossam Hassan
- Ibrahim Hassan
- Eric Hassli
- Auðun Helgason
- Stéphane Henchoz
- Heinz Hermann
- Selver Hodzic
- Igor Hürlimann

## I
- Brown Ideye
- Julien Ielsch
- Naoki Imaya
- Trifon Ivanov

## J
- Christophe Jaquet
- Javi Delgado
- Sébastien Jeanneret
- Yvain Jeanneret
- Jefferson
- Pascal Jenny
- João Paulo Daniel
- Nebosja Joksimovic

## K
- Tvrtko Kale
- Agapios Kaltaveridis
- Stephan Keller
- Steven Kocher
- Andrejs Kostjuks
- Sanel Kuljic
- Adrian Kunz

## L
- Vik Lalic
- Steven Lang
- Jean-François Larios
- Leandro
- Robert Lei-Ravello
- Laurent Leroy
- Marek Leśniak
- Stefan Lindqvist
- Massimo Lombardo
- Peter Lönn
- Badile Lubamba
- Heinz Lüdi
- Robert Lüthi

## M
- Mobulu M'Futi
- Miloš Malenović
- Kader Mangane
- Christophe Maraninchi
- Xavier Margairaz
- Vladimir Martinović
- Aleksandr Maslov
- Elvir Melunovic
- Moreno Merenda
- Viorel Moldovan
- Joachim Mollard
- Patrice Mottiez
- Martin Müller
- Walter Müller
- Juan Muñoz
- Nebi Mustafi
- Freddy Mveng

## N
- Seyni N'Diaye
- Joseph N'Do
- Giacomo Neri
- Badara Niakasso
- Ibrahima Niasse
- Michaël Niçoise
- Bastien Nicoud
- Carsten Nielsen
- Pierre Njanka
- Makaya Nsilulu
- Raphaël Nuzzolo

## O
- Samuel Ojong
- Abdullah Omar
- Pascal Oppliger
- Rolf Osterwalder

## P
- Frédéric Page
- Paíto
- Costel Pana
- Nica Panduru
- Marco Pascolo
- Walter Pellegrini
- Philippe Perret
- Blaise Piffaretti
- David Pirelli
- Miguel Portillo

## Q
- Alexandre Quennoz
- Yvan Quentin

## R
- Richmond Rak
- Hany Ramzy
- Stefan Reisch
- Alexandre Rey
- René Rietmann
- Rodrigo Tosi
- Julio Hernán Rossi
- Régis Rothenbühler
- Claude Ryf

## S
- Agonit Sallaj
- Maxime Sanou
- Sébastien Sansoni
- NenaD Savić
- Jérôme Schneider
- Erwin Schweizer
- Sead Seferovic
- Asim Sehic
- Tarik Sektioui
- Léo Seydoux
- Augustine Simo
- Siqueira Barras
- Sergej Skatschenko
- Admir Smajić
- Tarek Soliman
- Mounir Soufiani
- Nabil Souni
- Martin Steuble
- Uli Stielike
- Hussein Sulaimani
- Beat Sutter
- Johnny Szlykowicz

## T
- Alex Tachie-Mensah
- Ifet Taljevic
- Ryszard Tarasiewicz
- Niklas Tarvajärvi
- Pierre Thévenaz
- Shalom Tikva
- Damian Tixier
- Geoffrey Tréand
- Dorjee Tsawa
- Tuti

## V
- Carlos Varela
- Max Veloso
- Eduard Vogt
- Steve von Bergen
- Maxime Vuille

## W
- Robert Wallon
- Laurent Walthert
- Kenneth Wegner
- Karlheinz Wettig
- Roland Widmer
- André Wiederkehr
- Kiliann Witschi
- Charles Wittl
- Gabriel Wüthrich
- Sébastien Wüthrich

## X
- Daniel Xhafaj

## Y
- Aslan Yildirim

## Z
- Sébastien Zambaz
- Hans-Peter Zaugg
- Pascal Zaugg
- Pascal Zuberbühler
- Hanspeter Zwicker